# Gebnov potok, Mošenik
Gebnov potok je gorski potok, ki izvira zahodno pod planino Kofce v Karavankah. V bližini naselja Podljubelj se kot levi pritok izliva v potok Mošenik, ki nato teče po Šentanski dolini do Tržiča, kjer se kot desni pritok izliva v Tržiško Bistrico.